# Judith Basin megye
Judith Basin megye az Amerikai Egyesült Államokban, azon belül Montana államban található. Megyeszékhelye és legnagyobb városa Stanford. Lakosainak száma 2023 fő (2020. április 1.). Judith Basin megye Chouteau, Wheatland, Meagher, Cascade és Fergus megyékkel határos.

## Népesség
A megye népességének változása:
| Lakosok száma | 2062 | 2030 | 2029 | 2016 | 1926 | 2023 |
|               | 2010 | 2011 | 2012 | 2013 | 2015 | 2020 |